# Allium dodecanesi
Allium dodecanesi — вид трав'янистих рослин родини амарилісові (Amaryllidaceae), поширений у південно-західній Туреччині й на Східно-Егейських островах (Греція).

## Поширення
Поширений у південно-західній Туреччині й на Східно-Егейських островах (Греція).